# Synalus
Synalus Simon, 1895 è un genere di ragni appartenente alla famiglia Thomisidae.

## Distribuzione
Le due specie note di questo genere sono state rinvenute in Nuovo Galles del Sud e Tasmania

## Tassonomia
Non sono stati esaminati esemplari di questo genere dal 1895.
A gennaio 2015, si compone di due specie:
- Synalus angustus (L. Koch, 1876)[2] — Nuovo Galles del Sud
- Synalus terrosus Simon, 1895 — Tasmania